# 女子スポーツ

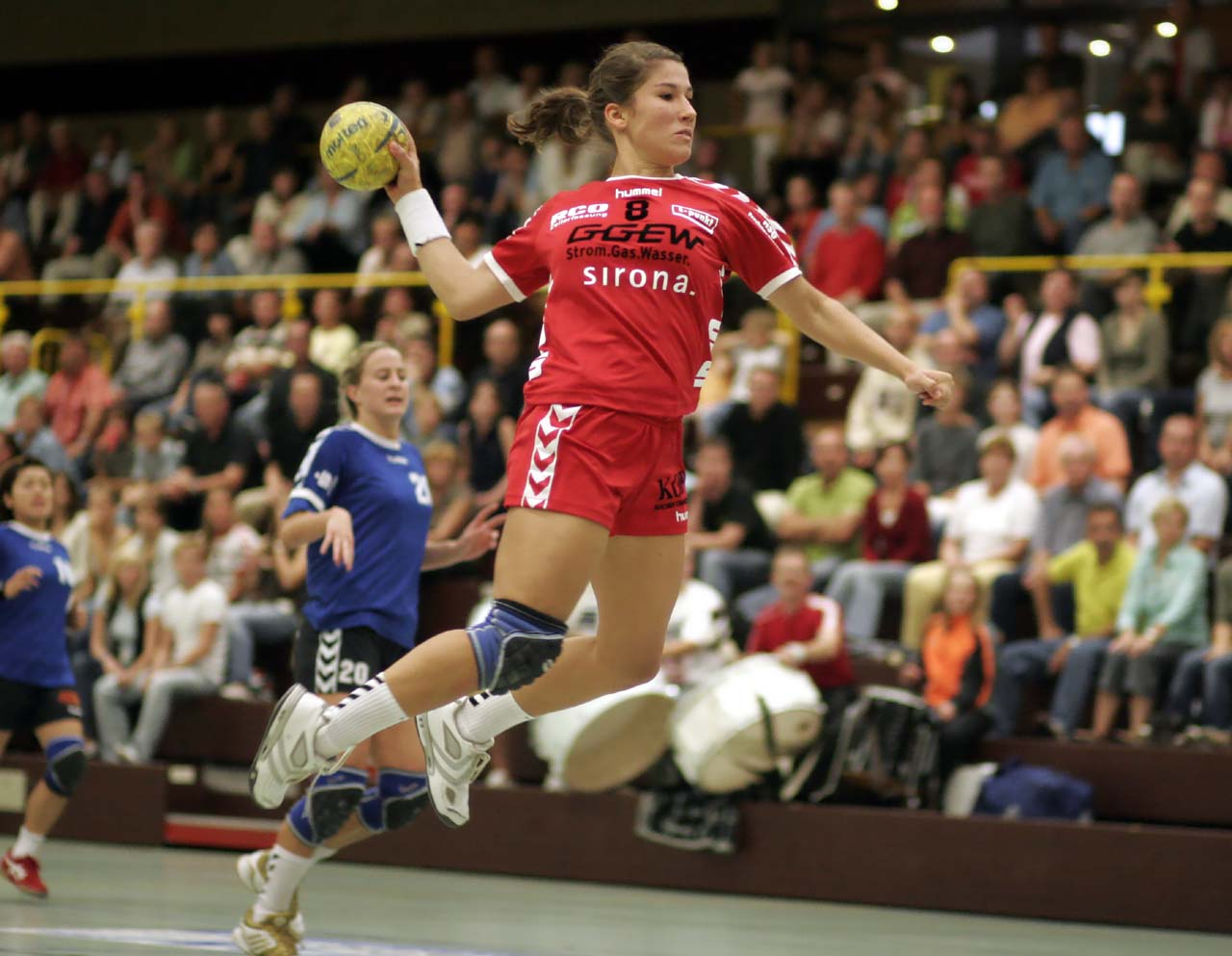
女子ハンドボール競技の選手

女子スポーツ (英語: Women's sports) は女性によって行われるスポーツ。女性スポーツとも呼ばれる。

## 歴史

### 前近代
もともと伝統的な村の祭りでは女性がダンスに参加することもあったほか、力比べや球技などにも女性の参加が見られた。また、上流階級では狩猟にも女性が参加していた。
古代オリンピックでは、女性は参加はおろか観戦もできなかった。しかし、キュニスカはオリンピックの戦車競走で戦車の所有者として勝利を手にした（ただし、戦車競走の王者は実際の搭乗者ではなく、戦車の所有者とされていたことによる）。Euruleonis、Belistiche、Timareta、Theodota、Cassiaがそれに続いた。古代ギリシャでは、オリンピックとは別の大会として女性のアスリートが参加するヘライアが開催されていた。

### 18世紀
18世紀にはクリケットなどのスポーツで女性同士のチームによる試合が見られたが見世物的な要素が強かったといわれている。さらにヴィクトリア期に入ると産業の発達とともに男女の役割分化が進み、女性の運動にはせいぜい散歩や軽めの体操がふさわしいと考えられるようになった。こうして女性は近代スポーツの成立の過程から取り残される結果となった。

### 19世紀 - 20世紀
1860年代には教育者や知識人によって女性にも一定の運動を推奨すべきとの意見が主張されるようになったが、それは母性上の健康の観点から主張されたものがほとんどで、女性の解放まで視野に入れたものは多くはなかった。
しかし1860年代末ごろになると少しずつ女性のスポーツへの参加が見られるようになった。
1869年にはイギリスのヒッチンにあるヒッチン女子校で体操や運動などが行われるとともに、レクリエーションとしてクローケーやクリケットなどのスポーツが行われた。ヒッチン女子校は1873年に移転してケンブリッジ大学のガートン・カレッジとなり、後発のニューナム・カレッジとともに女子スポーツの拠点となった。
ガートン・カレッジには1890年にはホッケー、ラクロス、自転車のクラブも存在した。特にホッケーの人気は高く、1895年にはガートン校の生徒と卒業生がホッケーの競技団体を設立し全イングランド女子フィールドホッケー協会となった。また1912年には女子ラクロス協会も設立された。
近代オリンピックでは1900年パリオリンピックから女性の参加を受け入れを始めテニス競技などが行われたものの、初めての大会では女性の参加者は男性より極めて少なかった。この理由としては、女性の身体能力が男性より低いことから、フィジカル面で要求の多いスポーツへの女性の参加がためらわれているといった側面があり、幾つかの競技では男性が行なっていた種目の女子競技へのフィジカル面での要求を下げる取り組みが行われた。この取り組みにより、バスケットボールから分離したネットボールや、野球から分離したソフトボールが生まれ発展していった。
このように女子スポーツは次第に拡大したが、初期には未だ批判の対象となったり、好奇の目にさらされることも少なくはなかった。
黎明期に結成された女性のプロスポーツリーグのほとんどが解散の憂き目にあった。多くの場合、その要因は観客数の伸び悩みに起因するものだった。女性スポーツではアマチュアの競技大会として大会が行われることが非常に多かった。20世紀中期には、共産主義国家が女子スポーツを含む多くのオリンピック競技でメダルを独占した。これらの国ではスポーツはアマチュアで行うものとみなされ、国家がスポンサーについたスポーツ強化策が採用されていたためであった。この国家スポーツプログラムの遺産は現在も残っており、以前共産主義国家だった国が女性のトップアスリートを生み出し続けている。ドイツやスカンジナビア諸国もまた国家として女性のトップアスリートを支援するこの方法を取り入れ強化を行なっていた。
スポーツにおける女性の権利は重要である。何故ならば、今日の女性が自由にスポーツを楽しむ一方で、スポーツに情熱を燃やす女性の自由を獲得するために行動している女性もまた存在するからである。1900年代、女性がスポーツを行う際の制限の例は多かった。ひとつの例として、女子校で体育教師を務めるセンダ・ベレンソンは当時新しく考案されたスポーツであったバスケットボールを自分の生徒にプレーさせたたいと考えたが、当時女性はクラブに参加しているもののみ限られた数のスポーツに参加することが出来る状態だった。
スポーツを行う女性の増加は第一次世界大戦と第二次世界大戦の間に始まった。この出来事は当時社会に大きなインパクトを与えた。というのも、ほとんどの人々が「女性はあらゆるスポーツや運動に参加するべきではなく」、「女性は男性に劣る存在」と信じていたためである。しかし、当時多くの人々が女性のスポーツへの参加に反対したにも関わらず、女性はより激しいスポーツを行う権利を獲得していった。

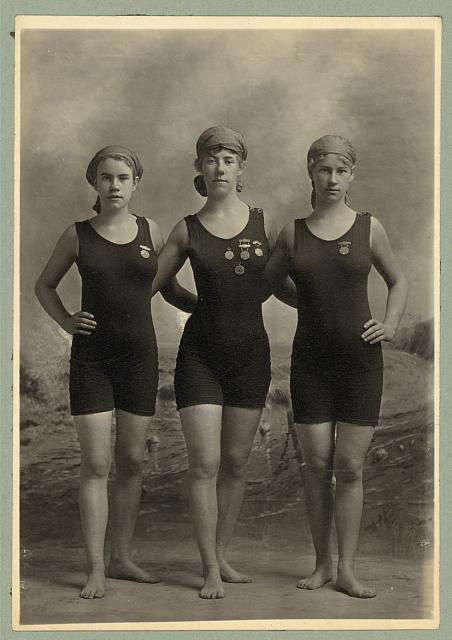
競泳競技のメダルを下げた女性、1920年頃
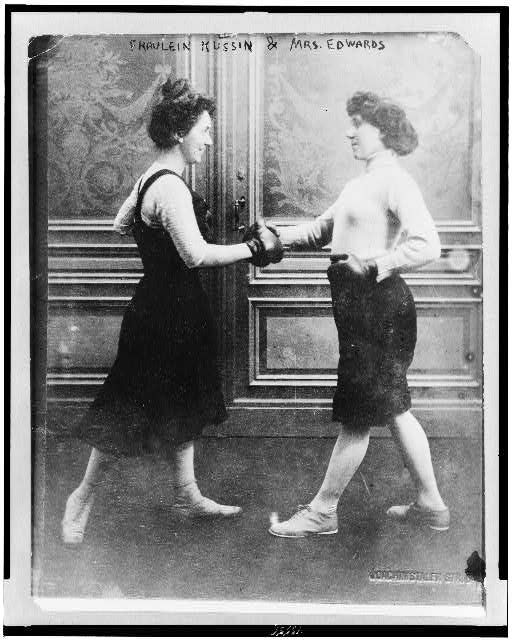
フラウレイン・クシンとエドワーズ夫人がボクシングを行なっている様子、1912年
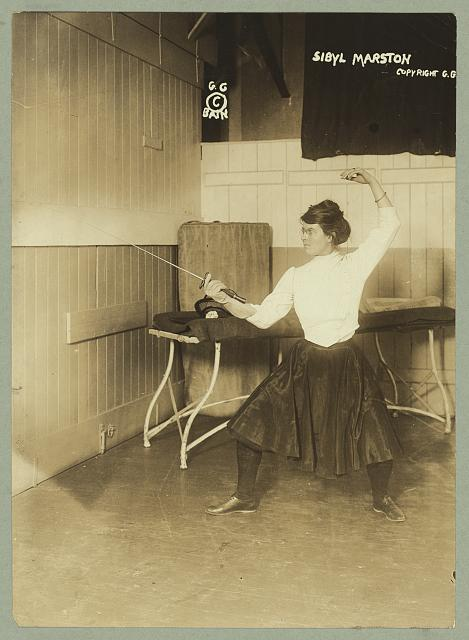
フェンシングをプレーするシビル・マーストン
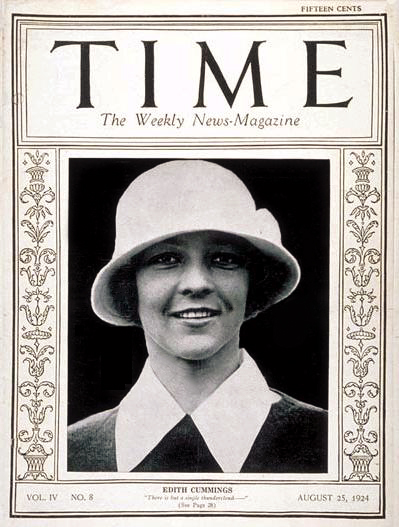
イーディス・カミングス（英語版）はタイムの表紙を飾った最初の女性アスリートである。これは女子スポーツの歴史の重要な一歩となった

## 地域ごとの女性の参加状況

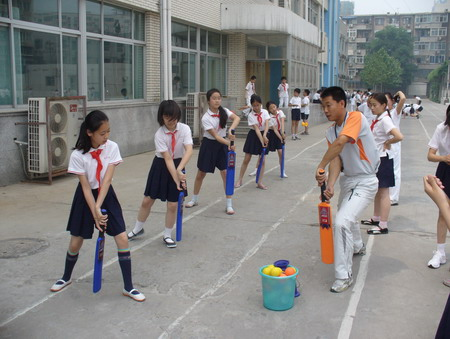
体育の授業でクリケットを学ぶ中国の女子学生

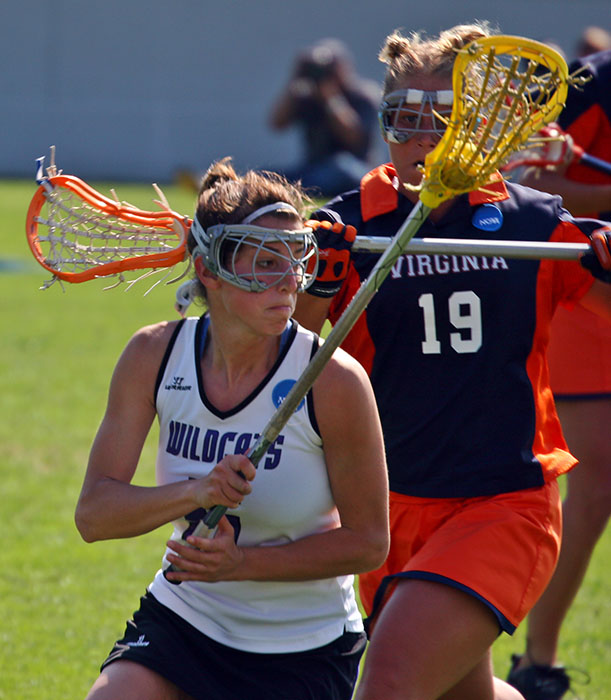
ラクロス競技を行う女性

アメリカ合衆国ではほぼ全ての学校が学生にスポーツへの参加を要求しており、すべての女生徒が低年齢からスポーツを行う機会を保証している。これは西ヨーロッパやラテンアメリカではあまり一般的ではない。学内スポーツでは、競争力のあるスポーツが男女を分けたままであるのとは異なり性差をなくして競技を実施している。タイトルIXの規定は大学に対し、女性に平等な競技機会を与えるよう要求している。このような女性アスリートを広く確保する方法により、アメリカ合衆国はオリンピックの女子スポーツ競技における先進国の地位を保ち続けることに成功しており、フィギュアスケート選手のペギー・フレミング（グルノーブルオリンピックで金メダル獲得）やメアリー・ルー・レットン（1984年のロサンゼルスオリンピックの体操競技個人総合種目で金メダル獲得）などの女子オリンピック選手は広く知られた選手になっている。

### アメリカ合衆国

#### タイトルIX
1972年、タイトルIX（男女教育機会均等法案）がアメリカ合衆国議会で可決されたことで、アメリカ合衆国の女子スポーツは大きく発展した。タイトルIXは助成金や奨学金、その他学生への援助を通してフェデラルファンドを受け取っている学校における性差別を禁じている。法案では、カリキュラムの構成、カウンセリング、学業補助、学校対抗試合など一般的な教育機会において著しい性差別を行なっている学校からフェデラルファンドを断つことができると規定している 。実際には、タイトルIXの難点は学校が法律を遵守する際の確認方法であった。1979年当時、学校側が遵守するタイトルIXの解釈方法として以下の3つがあった。これらは「three-part test」として知られている。
1. 入学者数にほぼ比例させてスポーツに参加する機会を与える。この解釈では、入学者数の男性と女性の割合に「ほぼ比例して」参加機会を与えることで法案を満たすことができる。
2. 過小評価されている性別の側がスポーツを行う機会を継続的に増やしていることを示す。この解釈では、過小評価されている性別 (多くの場合、女性) のスポーツへの関心や能力を向上させるプログラムを増加させ続けることで法案を満たすことができる。
3. 過小評価されている性別の側の関心や能力に対応する。この解釈では、教育機関において、たとえスポーツに参加する女性が男性より圧倒的に少なかったとしても女性の関心や能力に合わせる場合に満たされる。

学校側は3つの解釈の内1つのみ遵守しなければならなかったが、多くの学校は3つの解釈の公平性を考慮して管理を行なっていなかった。多くの学校は最初の解釈に従って法律を遵守しようとしたが、法案遵守のために学校側は男子のスポーツプログラムをカットして対応しようとし、教育省が望まない形で法案遵守が達成される結果となった。公平性はタイトルIXを遵守するための唯一の方法ではない。タイトルIXの遵守という点において、スポーツ省は単に「参加、待遇、そしてスポーツにおける財政的な援助の面で公平性を達成するために努力している」ことを示す必要があるとすればよかった。

#### 女子スポーツの影響
本来、タイトルIXの主な目的は教育機関における男女の機会均等であった。しかし、タイトルIXはスポーツ分野で最も広く適用され、全年齢における女性のスポーツへの参加を増やすこととなった。今日、以前よりも多くの女性が陸上競技に参加するようになっている。2007-2008年度では、大学でスポーツに参加する女性の割合は41％になっている。タイトルIXが可決される前と現在とでは女子スポーツへの参加数増加に大きな差が見られる。1971-1972年度、高校の体育に参加する女生徒は294,015人であり、2007-2008年度では300万人を超える女生徒が参加している。これは高校の体育の参加者数が940%増加していることを意味する。1971-1972年度、大学の体育に参加する女生徒は29,972人であり、2007-2008年度では166,728人へと増加し、456%の増加となっている。男性で見られるように、スポーツに愛と情熱を注ぐ女性の数は増えている。女子スポーツの参加者数の増加は女性の生活の他の分野にも直接的に影響を及ぼしており、女性の教育や雇用でその影響を見ることができる。近年の研究では、タイトルIXが可決されたことで、教育を受ける女性の数が20%増加し、25歳から34歳までの女性の雇用が40%増加したと論じられている。これによって、人生で成功を収めたすべての女性がスポーツを行なっていたとはいえないものの、スポーツに参加した女性は教育や雇用において何かしらの利益を得る可能性が高くなるとは言える。

#### 機会均等に向けて
今日、男子スポーツと女子スポーツの間における平等を求める争いが起こっている。2000年に832校で実施されたNCAAの調査によると入学者数の54％を女性が占めているが、これらの学校のスポーツ競技者に占める女性の割合は41％にまで低下する。これは、「男性アスリートに対する女性アスリートの割合は入学者数に占める男性と女性の割合にほぼ比例しているべきである」とするタイトルIXの規定に違反している。問題点の多くは男子スポーツと女子スポーツに計上される費用の問題に帰着される。2000-2001年の数字によれば、男性の大学におけるスポーツプログラムは女性に比べ、奨学金（60.5%）、運営費用（64.5%）、募集費用（68.2%）、監督の給料（59.5%）など多くの面でまだ上回っている。不平等は監督の地位にも見られる。タイトルIXが施行される以前、女子チームの90%が女性監督により指揮されていた。1978年、その数字は58%に低下し、2004年には44%にまで減少している。1972年、女子アスリートのプログラムの90%が女性が管轄していたが、2004年にはこの数値は19%にまで低下し、女性の管理者がいないプログラムも18%にまで増えている。2004年、NCAAの女子アスリート育成プログラムには3356の管理職があり、その内の35%を女性が占めているという結果も報告された。今日、女性はあらゆるスポーツに参加することが可能になっているが、一番数の多い女性の陸上競技プログラムにおいてさえ、男性のプログラムのほうが多い。これらの統計により、タイトルIXは女性がスポーツに参加することへの差別を取り払ったとは言えるが、未だ機会均等は達成されていないことが分かる。
2009年に開催された世界陸上競技選手権大会の800メートルレースで優勝した、南アフリカのトラックランナーであるセメンヤ氏が、国際陸上競技連盟から女性であることの証明を求められた。この性差別的な疑惑に対し、アフリカ民族会議（ANC）のブタナ・コンフェラ氏は、人種差別と性差別を理由に国際陸上競技連盟を国連に提訴した。

## 競技ごとの女性の参加状況
テニスは1970年代以降最も人気のある女子プロスポーツであり、ビリー・ジーン・キングとボビー・リッグス間における試合など「男女対抗試合」が組まれることもあった。これは女性アスリートの増加を促進する形となった。しかし、女子テニスの成功は女性のチームスポーツのプロ化を促進するまでには至らなかった。
女子プロフェッショナルチームスポーツは1990年代にバスケットボールやサッカーなどの種目で生まれた。この女子プロスポーツ選手の増加はアメリカ合衆国や特定のヨーロッパの国々、前共産主義国家などでしか興らない歪な増加であった。この頃、女子サッカーはアメリカ合衆国、中華人民共和国、ノルウェーなど歴史的に男子のサッカーナショナルチームの強化が盛んでない地域で発展した。しかし、近年では、ドイツやブラジル、スウェーデンなど、男子のナショナルチームでも強豪とされる国でも女子サッカーに力を入れるようになっている。競技人口は増加しているものの、女子プロスポーツリーグは経済面で苦境の立たされる事が多く、それは現在でも続いている。WNBAは女子スポーツ市場開拓を期待されたものの、NBAの全面的支援により成り立っている状態である。似たような試みは女子ボクシングでも見られるが、聴衆を惹きつける算段が可能な有名男子選手による試合の前座試合として組まれることが多い。
今日、女性は事実上全てのスポーツでプロフェッショナル、アマチュア合わせ競技を行なっている。しかし、よりフィジカルコンタクトの多い激しいスポーツになると参加者のレベルは下がる傾向にある。アメリカンフットボールやボクシング、レスリングなどの種目では他の激しさを要求されない競技に比べ競技人口は少ない。しかし、これらの競技でも試合に関心を持つ女性はゆっくりとではあるが増えている。2003年のNCAAアメリカンフットボールリーグ1部の試合においてニューメキシコ大学と対戦したケイティ・ニーダーは試合中ツーポイントコンバージョンを挙げたことで、NCAAの試合において得点を記録した初の女性となった。
現代のスポーツでは、ゴルフ、マラソン、アイスホッケーといった、歴史的に男性のスポーツとされてきた種目においても、女性アスリートの身体能力向上から発展が見られるようになっている。

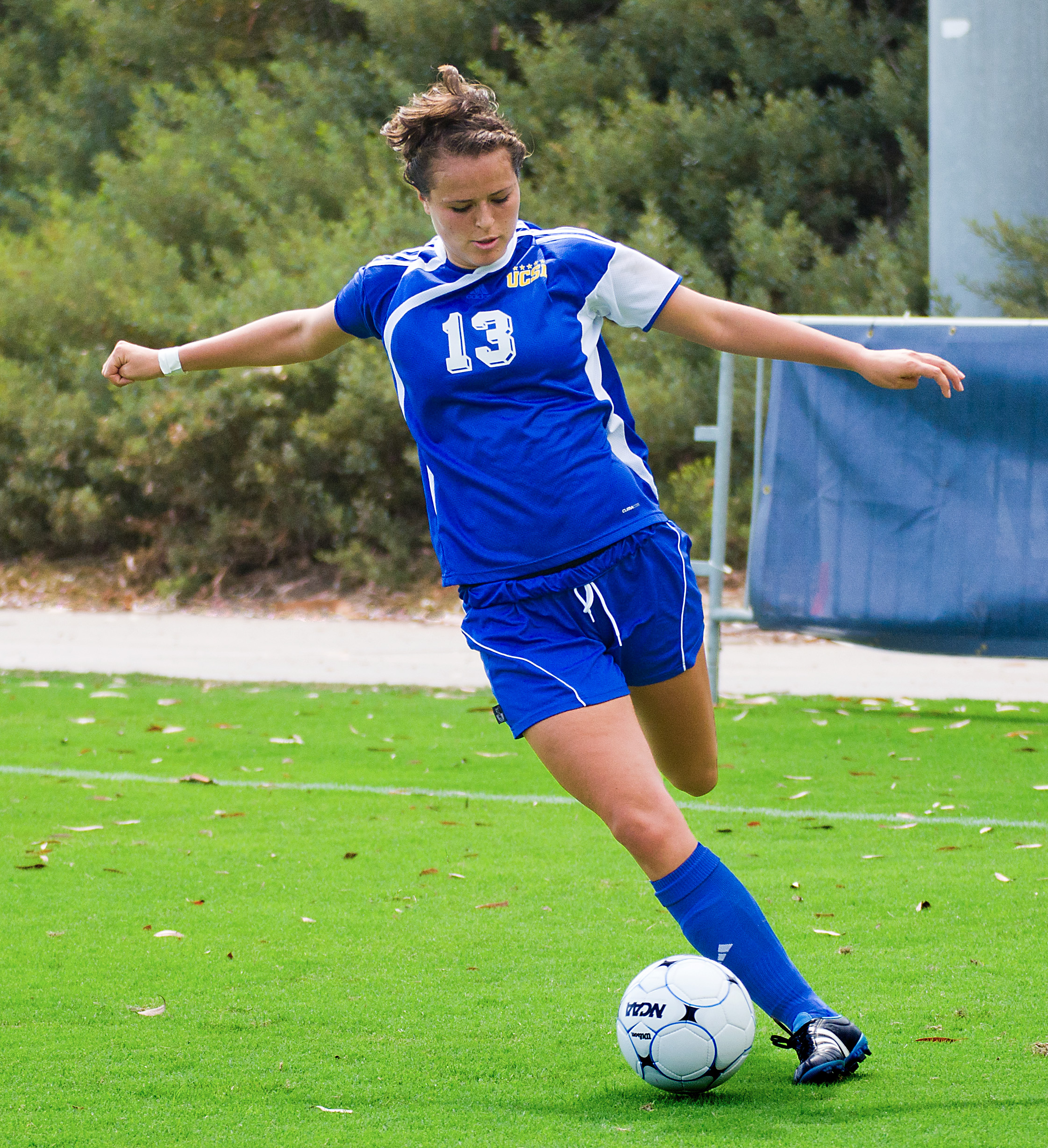
カリフォルニア大学サンディエゴ校でプレーする女子サッカー選手
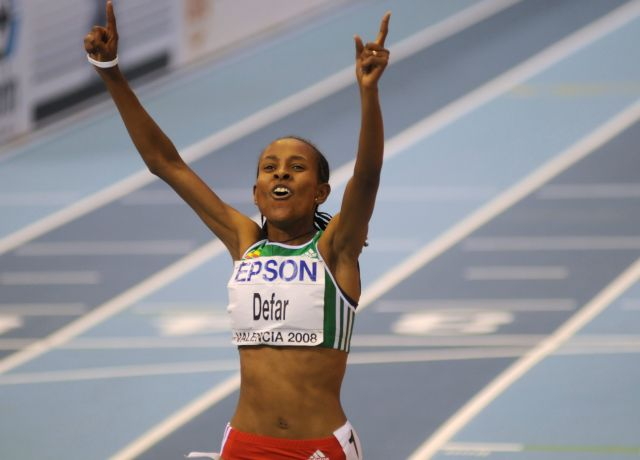
オリンピック5000m種目金メダリスト、エチオピアのメセレト・デファー
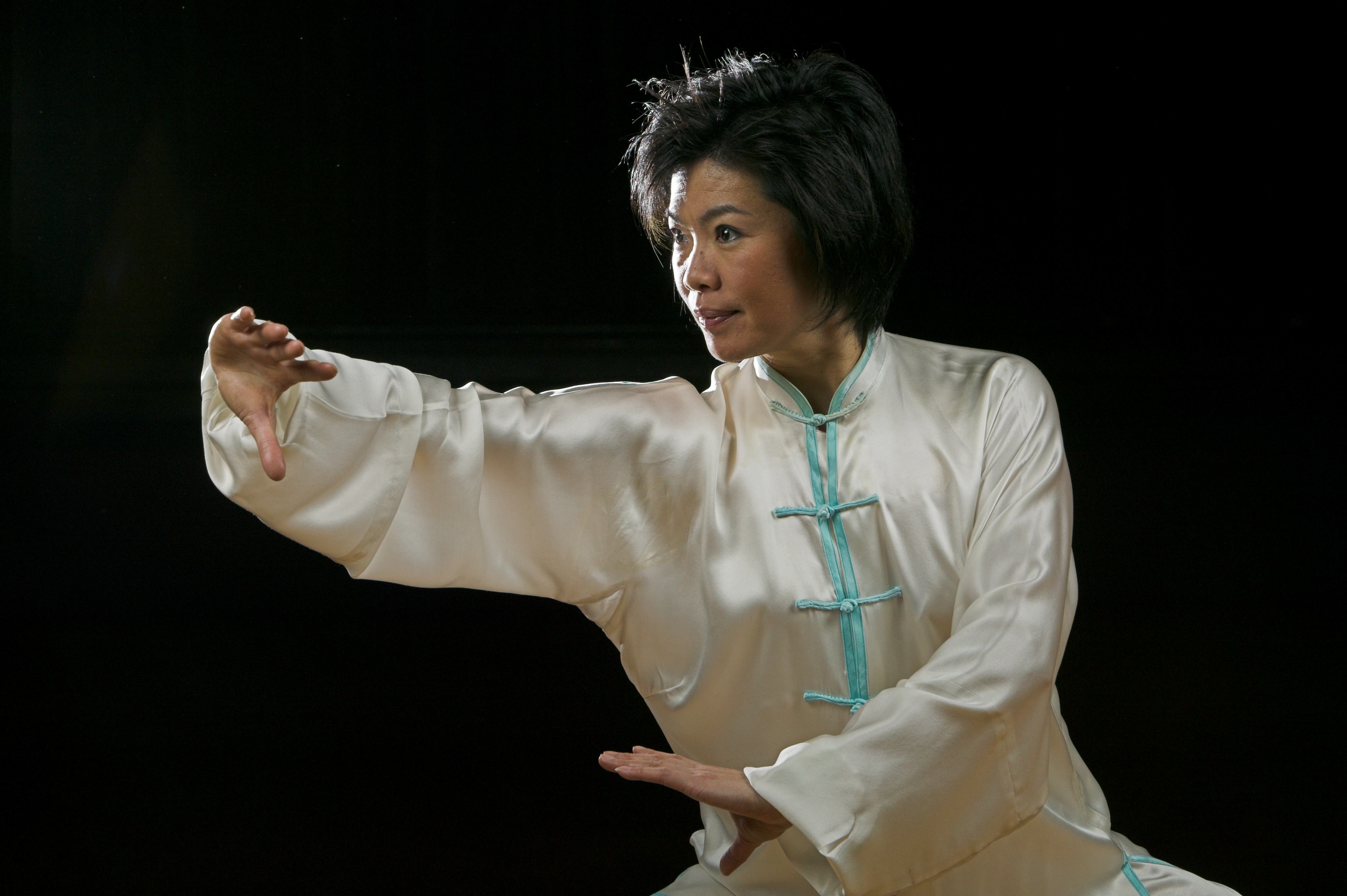
郝到華（英語版）、武術太極拳の選手。中国十大アスリートに選出されている
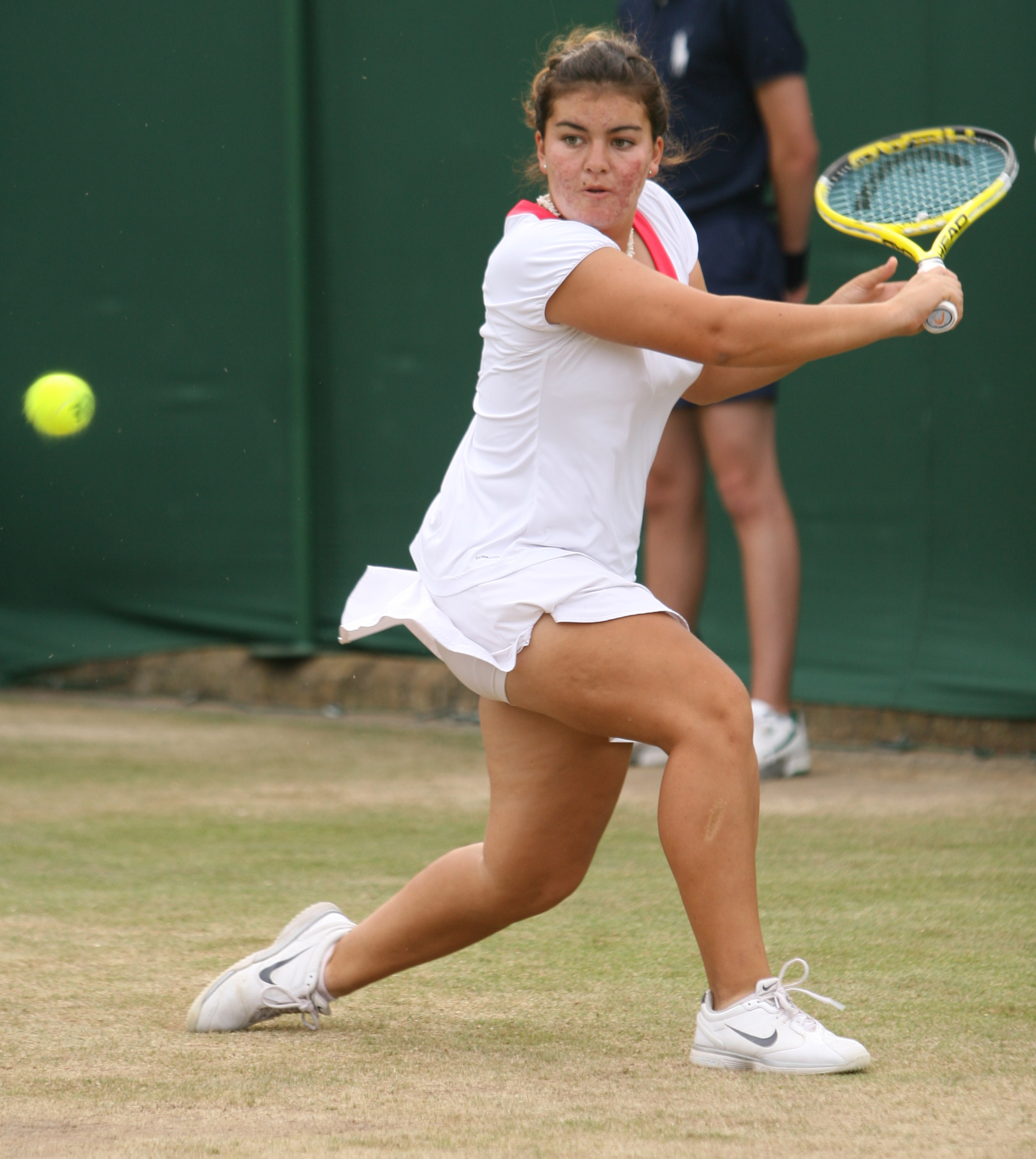
2010年ウィンブルドン選手権ジュニア女子ダブルスでプレーするチリのFernanda Brito
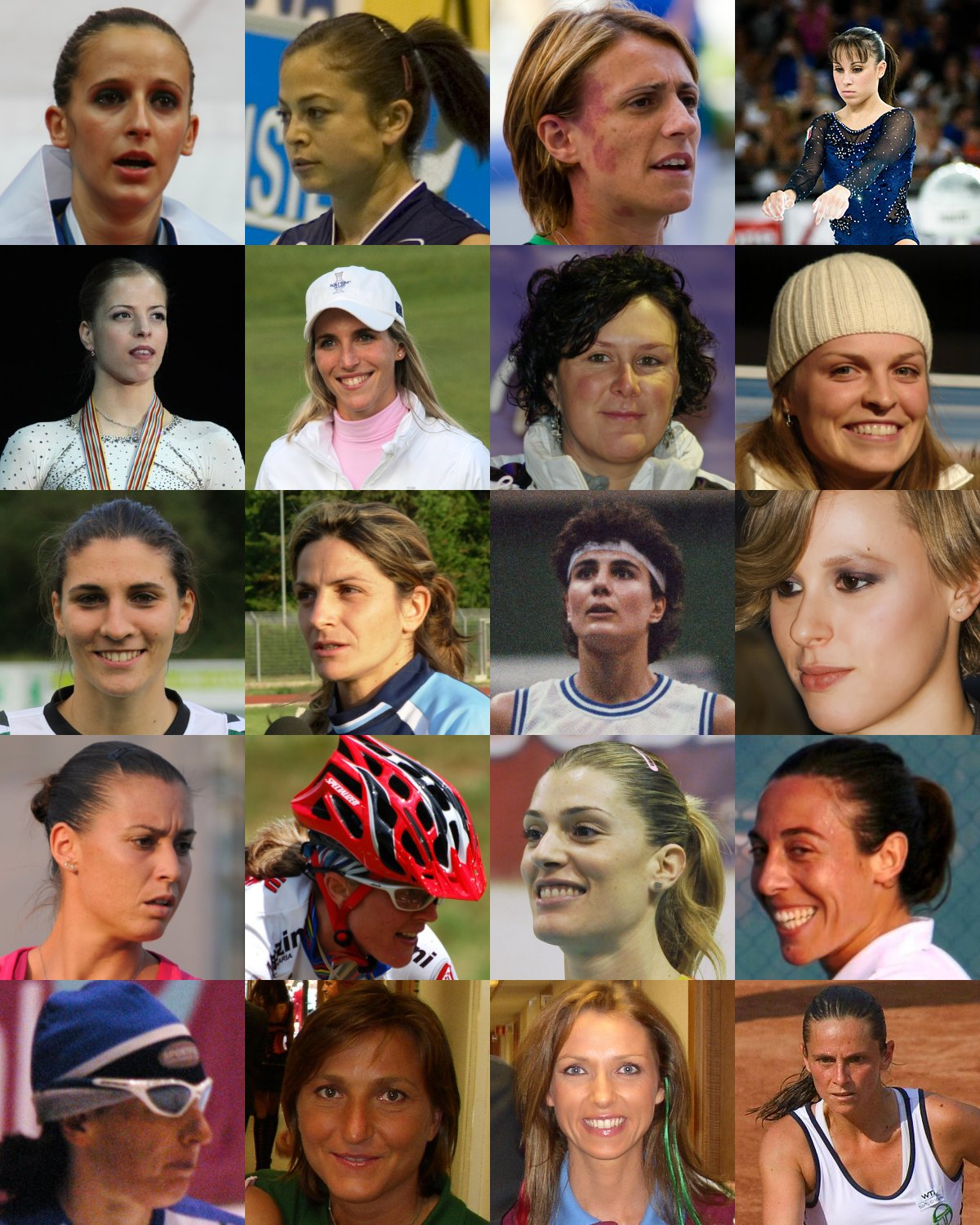
国際的に活躍するイタリア人女子アスリートの一覧図

## 雑誌
- Women's Sport Report
- SportSister
- Real Sports Magazine
- Sporting Woman Quarterly（英語版）: 富裕層の女性のスポーツに焦点を当てた雑誌